# Lijden
Lijden is het ondergaan van smart en ellende. Onderscheid kan worden gemaakt tussen lichamelijk en geestelijk lijden. Het lijden kan sterk variëren in intensiteit en tijdsduur en is een herkenbare ervaring voor vele mensen.
Bij lichamelijk lijden kan sprake zijn van wonden, breuken en andere kwalen in het lichaam. Lichamelijke gezondheidszorg probeert dit lijden te verlichten. Bij geestelijk of psychisch lijden is er geen aanwijsbare lichamelijke oorzaak. Het kan dan gaan om angst, depressiviteit, moedeloosheid, etc. Sommigen denken dat dit lijden niet reëel kan zijn. Dit is echter onjuist. Psychisch lijden kan in sommige opzichten zelfs zwaarder zijn dan lichamelijk lijden.
Pijn kan zinvol zijn als het lichaam daarmee gewaarschuwd wordt voor schadelijke activiteiten. Zo kan voortdurend lijden de activiteit verlagen en daarmee het genezingsproces bevorderen. Evolutionair gezien heeft lijden dus voordelen, wat niet wil zeggen dat dit altijd het geval is.
Veel religies proberen het lijden draaglijk te maken, zodat dit ook wel wordt gezien als een van de belangrijkste functies van religie.

## Boeddhisme
Volgens het boeddhisme ligt de oorsprong van het lijden in begeerten en hunkeringen. In het boeddhisme wordt de term dukkha gebruikt voor lijden. Volgens het boeddhisme is het mogelijk een einde aan het lijden te brengen, en dit is ook het voornaamste doel van de leer van de Boeddha. De centrale boeddhistische lering van de Vier Nobele Waarheden gaat over het lijden, de oorzaak van het lijden, het einde aan het lijden en het pad naar het einde van het lijden.

## Christendom
In de christelijke religie neemt het lijden een grote plaats in. Jezus is volgens hen hierin de centrale persoon. Door zijn lijden, dood en opstanding heeft Hij het kwaad (de zonde) van de wereld overwonnen.
Het Nieuwe Testament toont een onderscheid tussen lichamelijk lijden en geestelijk lijden, waarbij het geestelijk lijden voorop wordt geplaatst. Jezus geneest weliswaar de zieken, maar de nadruk van zijn werk ligt op de verlossing van het geestelijke lijden.
Daarnaast is ook sprake van "Lijden om Christus' wil". Hiermee worden de christenvervolging en andere weerstanden tegen het geloof in Christus bedoeld. Dit lijden wordt ook als zegen ervaren, aangezien men zich op deze manier, zij het in bescheiden mate, met het lijden van Jezus verbonden weet.

## Filosofie
Verschillende filosofen hebben over het lijden nagedacht. Arthur Schopenhauer, die bekend was met het boeddhisme, zag lijden als een van de centrale problemen van de mensheid.

## New age
Vanuit de new age wordt een onderscheid gemaakt tussen pijn en lijden. Pijn is een feit, maar het lijden is een keuze, een houding, een gedrag van diegene die de pijn heeft. Hier kan de vergelijking getrokken worden met bijvoorbeeld het verschil tussen platzak en arm. Platzak is een (tijdelijke) situatie, en arm is een mentale ingesteldheid. Vanuit het perspectief van new age is elkeen zijn eigen oorzaak, en heeft in die context het lijden geen enkele zin.